# Пхыа Тхаи
«Пхыа Тхаи» (ПТ; тайск. พรรคเพื่อไทย, Phak Phuea Thai — «Для Таиланда») — тайская партия, основанная в 2007 году. Является преемницей «Партии народной власти», запрещённой Конституционным судом Таиланда через 3 месяца после создания, так как признал членов партии виновными в фальсификации результатов выборов. В свою очередь «Партия народной власти» пришла на замену первоначальной партии «Тай Рак Тай» Таксина Чинавата, которую Конституционный суд распустил в мае 2007 года за нарушение избирательного законодательства.

## История

Логотип партии, использовавшийся в 2021-2022 годах

### Становление и годы в оппозиции (2008–2011)
«Партия народной власти» (ПНВ) была распущена Конституционным судом Таиланда 2 декабря 2008 года. Большинство бывших депутатов ПНВ уже 3 декабря перешли в партию «Пхыа Тхаи». На общем собрании «Пхыа Тхаи» 7 декабря была избрана первая исполнительная комиссия. Кандидатами на пост лидера партии были: Йонгют Вичайдит, бывший заместитель председателя Палаты представителей Апиван Вириячай, бывший министр здравоохранения Чалерм Юбамрунг и бывший министр промышленности Мингкван Сэнгсуван. В результате Йонгют Вичайдит был избран лидером партии.
На парламентской сессии в декабре 2008 года депутаты пяти коалиционных партий решили поддержать Апхисита Ветчачиву из «Демократической партии» в качестве следующего премьер-министра. После этого партия призвала к созданию правительства национального единства, в котором будут участвовать все партии, а в качестве нового премьер-министра предлагался Сано Тьентхонг из «Королевской народной партии». Однако это предложение было отвергнуто коалицией.
15 декабря 2008 года партия избрала Прачу Промнока своим кандидатом на пост премьер-министра и с тех пор находилась в оппозиции коалиционному правительству премьер-министра Ветчачивы.
Партия инициировала 12 марта 2010 года антиправительственные выступления с требованием отставки действующего премьер-министра Ветчачивы. С тех пор пользуется поддержкой «краснорубашечников».

### У власти (2011–2014)
Выборы 2011 года стали для партии «Пхыа Тхаи» первыми с момента основания. 16 мая младшая сестра Таксина Чинавата Йинглак Чинават была названа кандидатом на пост премьер-министра от партии. Одним из главных вопросов её кампании было национальное примирение. Предполагалось, что выборы станут соревнованием между оппозиционной «Пхыа Тхаи» и правящей «Демократической партией». В результате партия «Пхыа Тхаи» получила 265 из 500 мест в Палате представителей Национальной ассамблеи Таиланда. Премьер-министр Ветчачива признал успех «Пхыа Тхаи» на выборах и поздравил Йинглак Чиннават с избранием первой женщины на пост премьер-министра Таиланда. Несмотря на абсолютное большинство, победившая партия объявила, что сформирует коалиционное правительство с пятью малыми партиями. 5 августа Йинглак была избрана премьер-министром, получив поддержку 296 депутатов. 8 августа король Пхумипон Адульядет официально утвердил Чиннават в должности.
В ноябре 2013 года в Таиланде начались протесты, инициированные оппозицией, с требованием отставки правительства, в связи с тем что Йинглак Чинават считали марионеткой в руках изгнанного из страны её брата Таксина Чинавата. В 2014 году Чинават распустила Палату представителей и назначила досрочные парламентские выборы, которые бойкотировала «Демократическая партия». Некоторые избирательные участки были блокированы оппозиционными протестующими в Бангкоке и на юге страны, из-за чего Конституционный суд признал итоги голосования недействительными. В результате политический кризис завершился в мае 2014 года военным переворотом, после которого партия вновь оказалась в оппозиции.

### Оппозиция (2014–2023)
После переворота власть в стране оставалась в руках военных 5 лет. Парламентские выборы состоялись только в 2019 году. На них «Пхыа Тхаи» в качестве кандидата в премьер-министры выдвинула Сударат Кейурафан и получила поддержку 22,3 % проголосовавших, в результате чего осталась в оппозиции. Правящей партией стала провоенная «Паланг Прачарат».

### Выборы 2023 года и возвращение во власть
20 марта 2022 года на партийном собрании «Пхыа Тхаи» дочь Таксина Чинавата Пэтонгтарн Чинават была представлена в качестве главы семейства «Пхыа Тхаи», что впоследствии значительно увеличило рейтинги партии. 31 декабря Пэтонгтарн Чинават была выдвинута кандидатом в премьер-министры, наряду с бизнесменом Сеттхой Тхависином и бывшим министром юстиции Чайкасемом Нитисири, на выборах 2023 года. В результате голосования, партия получила 141 место в парламенте и сформировала коалицию с консервативными партиями из уходящего правительства, включая провоенные партии «Паланг Прачарат» и «Объединённая тайская нация», с которыми руководители «Пхыа Тхаи» в ходе предвыборной кампании обещали не сотрудничать. Сеттха Тхависин, кандидат от партии «Пхыа Тхаи», стал 30-м премьер-министром Таиланда.

## Идеология
Подобно своим предшественницам, партия «Пхыа Тхаи» является популистской политической партией, ориентированной на сельскую и городскую бедноту. В 2023 году ПТ проводила кампанию по экономически популистской политике, включая раздачу денег (план цифрового кошелька на 10 000 ฿), расширение медицинского страхования и повышение минимальной заработной платы.
Партию также называют либеральной по социальным вопросам из-за её поддержки демократии, отмены воинской повинности, декриминализации секс-работы и легализации однополых браков. Однако консервативна в вопросе реформирования монархии, выступая против изменения закона об оскорблении величества.
Несмотря на то, что «Пхыа Тхаи» воспринимается некоторыми как левая политическая сила, она весьма ориентирована на бизнес и экономически либеральна. При администрации Йинглак Чинават, партия провела несколько сокращений корпоративного налога и рассматривала возможность дальнейшего снижения подоходного налога с населения, чтобы стимулировать инновации и рост бизнеса. В 2023 году Пэтонгтарн Чинават заявила, что «у капитализма должно быть сердце». Это ещё больше укрепило имидж как партии «чуткого капитализма».

## Политическая позиция

### Манифест 2023 года
Экономическая политика
- Повышение минимальной заработной платы до 600 ฿ к 2027 году
- Повышение ВВП Таиланда
- Продвигать культурный и медицинский туризм
- Ввести «цифровой кошелек» в 10 000 ฿ для тайцев старше 16 лет
- Внедрить бесплатный Wi-Fi в общественных парках
- Ввести минимальную ежемесячную зарплату в размере 25 000 ฿ для работников со степенью бакалавра
- Ввести ежемесячный пенсионный фонд в размере 3000 ฿ для тайцев старше 60 лет
- Децентрализовать государственные больницы
- Модернизация управления водными ресурсами
- Модернизация железнодорожной инфраструктуры
- Построить новую железнодорожную инфраструктуру
- Расширить аэропорт Суварнабхуми
- Расширить пособия по беременности и родам
- Улучшить условия труда

Социальная политика
- Сохранение закона об оскорблении величества
- Децентрализация правительства
- Децентрализовать государственное образование
- Разрешить выборы губернаторов провинций
- Переписать конституцию, чтобы разрешить голосовать за премьер-министра только избранным депутатам.
- Ввести бесплатную вакцинацию от ВПЧ
- Ввести бесплатные медицинские осмотры на гепатит C
- Легализовать однополые браки
- Заменить воинскую повинность добровольной системой

## Руководство партии

### Председатели
| № | Портрет      | Имя                           | Вступил в должность | Покинул должность |
| 1 |              | Банджонгсак Вонгратанаван     | 20 сентября 2007    | 20 сентября 2008  |
| 2 |              | Сухарт Тада-Тамронгвек        | 21 сентября 2008    | 19 ноября 2008    |
| 3 |              | Йонгют Вичайдит               | 7 декабря 2008      | 4 октября 2012    |
| - |              | Вирот Пао-ин (и. о.)          | 8 октября 2012      | 30 октября 2012   |
| 4 |              | Чарупонг Руангсуван           | 30 октября 2012     | 16 июня 2014      |
| - |              | Вирот Пао-ин (и. о.)          | 16 июня 2014        | 28 октября 2018   |
| 5 | Вирот Пао-ин | 28 октября 2018               | 2 июля 2019         |                   |
| - |              | Плодпрасоп Сурасавади (и. о.) | 3 июля 2019         | 12 июля 2019      |
| 6 |              | Сомпонг Аморнвиват            | 12 июля 2019        | 28 октября 2021   |
| 7 |              | Чонланан Шрикаев              | 28 октября 2021     | 30 августа 2023   |
| - |              | Чусак Сиринил                 | 30 августа 2023     | 27 октября 2023   |
| 8 |              | Пэтонгтарн Чинават            | 27 октября 2023     | настоящее время   |

### Глава семьи «Пхыа Тхаи»
| № | Портрет | Имя                | Вступил в должность | Покинул должность |
| 1 |         | Пэтонгтарн Чинават | 28 октября 2021     | 27 октября 2023   |

## Результаты на выборах
| Выборы | Получено всего мест | По партийным спискам | По партийным спискам | По партийным спискам | По округам | По округам | По округам | Изменения                                                                                     | Лидер кампании     |
| Выборы | Получено всего мест | Голосов              | Доля                 | Мест                 | Голосов    | Доля       | Мест       | Изменения                                                                                     | Лидер кампании     |
| ------ | ------------------- | -------------------- | -------------------- | -------------------- | ---------- | ---------- | ---------- | --------------------------------------------------------------------------------------------- | ------------------ |
| 2011   | 265 из 500          | 15 744 190           | 48,41%               | 61                   |            |            | 204        | ▲76 мест; Старший партнёр правительственной коалиции (ПТ-ШП-ПНР-ПЧ-ВНП-ПНД)                   | Йинглак Чинават    |
| 2014   | Аннулированы        |                      |                      |                      |            |            |            | Выборы признаны недействительными                                                             | Йинглак Чинават    |
| 2019   | 136 из 500          |                      |                      | 0                    | 7 920 630  | 22,29%     | 136        | ▼129 мест; Оппозиция                                                                          | Сударат Кейурафан  |
| 2023   | 141 из 500          | 10 962 522           | 28,86%               | 29                   | 9 340 082  | 24,54%     | 113        | ▲5 мест; Старший партнёр правительственной коалиции (ПТ-БЖТ-ПП-ОТН-ШП-ПШ-ПТР-ПНР-ТЛП-НСС-ПТО) | Пэтонгтарн Чинават |

### Региональные выборы
| Выборы                    | Результат | Голосов   | %       | Изменения                                     | Лидер кампании       |
| ------------------------- | --------- | --------- | ------- | --------------------------------------------- | -------------------- |
| Губернатор Бангкока, 2009 | Поражение | 611 669   | 29,06%  | Не избран                                     | Юранунт Паморнмонтри |
| Совет Бангкока, 2010      | 15 из 61  |           |         | ▼5 мест; Оппозиция                            |                      |
| Губернатор Бангкока, 2013 | Поражение | 1 077 899 | 40,97%  | Не избран                                     | Понгсапат Понгчароен |
| Совет Бангкока, 2022      | 20 из 50  | 620 009   | 26,71 % | ▲5 мест; Коалиция (Пхыа Тхаи-Движение вперёд) |                      |